# Avenidas Myrtle y Willoughby (línea Crosstown)
Las Avenidas Myrtle–Willoughby es una estación en la línea Crosstown del Metro de Nueva York de la división B del Independent Subway System. La estación se encuentra localizada en Bedford-Stuyvesant, Brooklyn entre la Avenida Myrtke y la Avenida Marcy. La estación es servida en varios horarios por los trenes del Servicio .